# ムラタメグミ
ムラタ メグミ（1981年3月3日 - ）は、日本の元歌手。2010年に解散した4人組女性アイドルグループメロン記念日の元メンバー。本名および旧芸名は、村田 めぐみ。愛称は、むらっち、村さん、ムメ、めぐちゃん等。
宮城県仙台市若林区出身。2011年3月までアップフロントエージェンシー（現：アップフロントプロモーション）に所属していた。

## 略歴
1999年
- 「第2回モーニング娘。&平家みちよ妹分オーディション」に約4,000人の中から合格。同時に合格した斉藤瞳・柴田あゆみ・大谷雅恵と共に「メロン記念日」を結成。2000年2月にデビュー。2002年に斉藤に交代するまで同グループの初代リーダーを務める。

2010年
- 5月3日、メロン記念日が解散。解散後は芸能活動を継続する[1]。
- 6月25日、7月1日よりアップフロントエージェンシー（現：アップフロントプロモーション）と再契約、「ムラタメグミ」に改名し活動していくことを発表[2]。
- 7月7日、アメーバブログ開設。

2011年
- 3月3日、同月31日をもって芸能界を卒業（引退）することを発表[3][4]。
- 3月31日、芸能界を卒業。なお、この日予定していた引退イベントが3月11日に発生した「東日本大震災」の影響で中止となり、ファンの前に姿を見せた最後の仕事は土井里美のヨコハマろはすのリポーターで、現地にはファンが詰め掛け、それが事実上最後のイベントとなった。なおブログやTwitterは卒業後もしばらく継続することを発表した。
- 4月16日、東京の代々木公園にて、『負けるものか！！頑張れ東北！！！』と題した「東北地方 太平洋沖地震」の募金活動をメロン記念日の元メンバー全員で行った[5][6][7]。
- 5月3日、ブログの更新を終了した。

2013年
- 12月31日、Hello！Project COUNTDOWN PARTY 2013 ～ GOOD BYE & HELLO ! ～にメロン記念日の一夜限りの復活に参加。

2016年
- 9月2日、LINE BLOGにて公式ブログを開設。

2024年
- 1月1日、Instagramを開始[8]。

## 人物
- メロン記念日では「メルヘン担当」だった。しかし、いわゆるメルヘンチックな乙女キャラとは異なる。大らかな性格で年下のハロー!プロジェクトメンバーからも慕われている。
- メロン記念日の楽曲でリードボーカルを務める事は少ないが、要所要所で甲高い声質が活かされている。
- 長期間、地元仙台のラジオ番組MCを勤めていた事もあり、司会進行役等は上手くこなす。一方で、滑舌はあまりよくなく、しばしば言葉を噛む事を自虐ネタにしている。
- かつて『ハロー!モーニング。』内の情報コーナーにて「ムラ田めぐみ」の名でレギュラーコメンテーターを担当し、先輩である中澤裕子を相手に毒舌トークを展開した。また『アイドルをさがせ!』の大喜利企画等において、芸人並みのとぼけたコメント&解答を連発している。ライブステージのMCやラジオのトークでも、独特の笑いを披露しており「メルヘンではなくお笑い・ボケ担当では」と他メンバーに指摘された事もある。
- メロン記念日10thシングル「MI DA RA 摩天楼」リリース時期より眼鏡を常用するようになった。その後数年間眼鏡をトレードマークとしたが、2006年頃を境に着用する姿は徐々に減り、現在は特別な場合を除き、着けていない。本人曰く「眼鏡の力に頼りすぎていた」とのこと。尚、視力は悪く自宅では眼鏡、外出中はコンタクトレンズを使用している。
- 食べ物については、肉類が苦手。加工肉（ソーセージ・ハンバーグ等）については我慢すれば食べられないことはないという。
- 自身のことをブログ等で「村為組」と表記する事が多い。また、父親（蛭子能収似との事）がいつもブログ内容をチェックしており、しばしば「書き込みが少ない」等の指摘をしてくるという。
- ハロプロ卒業時期と前後して、単独でのディナーショー開催やTV出演、イベント参加の機会が増えていた。

## 出演

### テレビ
- 魔女っ娘。梨華ちゃんのマジカル美勇伝（2005年11月11日 - 15日・29日・30日、テレビ東京）
- 娘DOKYU!（2005年8月18日 - 2006年9月29日、テレビ東京）

### 舞台
- こちらスーパーうさぎ帝国 第11回公演『夢落ち』（2010年9月29日 - 10月3日、萬劇場）

### ラジオ
- TBC FUNふぃーるど・モーレツモーダッシュ（2005年4月1日 - 2008年3月29日、東北放送）
- ハロー!プロジェクト メロン記念日の“ムラタジオ”（2008年4月5日 - 6月28日、東北放送）
- 土井里美のヨコハマろはす（はまっちゃおリポーター火曜日担当、ラジオ日本）

### ネット配信
- 第3回・第20回ハロプロビデオチャット（2005年3月25日・8月2日、ハロー!プロジェクト on フレッツ）

### ライブ
- 稲葉貴子バースデーライブ '24 〜Ultra Attchu Fes!〜（2024年3月16日、目黒・Blues Alley Japan、昼公演） - ゲスト出演[9]

### イベント
- 7月度ハロー!プロジェクト ファンクラブ限定イベント（2005年7月14日・19日、パシフィックヘブン）

## 所属ユニット
- メロン記念日（1999年 - 2010年）
- シャッフルユニット
  - 10人祭（2001年）
  - おどる♥11（2002年）
  - 11WATER（2003年）
  - H.P.オールスターズ（2004年）